# Minerve (S647)
Minerve va ser un submarí dièsel–elèctric de la Marina Francesa. El submarí era un dels nou submarins classe Daphné. El gener de 1968, Minerve es va perdre juntament amb la tripulació mentre tornava al seu port de Toló.
Minerve es va enfonsar dos dies després que el submarí INS Dakar de l'Armada Israeliana van desaparèixer a l'est del Mediterrani entre Creta i Xipre. Al mateix any, altres dos submarins es van perdre per causes desconegudes, el submarí soviètic K-129 i l'estatunidenc USS Scorpion. Després de més de 50 anys desaparegut, la ubicació del naufragi va ser descoberta el 2019, a 45 km al sud de Toló.

## Descripció
La classe Daphné comprenia submarins de segona classe, intermedis entre els submarins més grans oceànics de la classe Narval i els petits antisubmarins de la classe Aréthuse. El disseny va ser un desenvolupament de la classe Aréthuse, i es va obligar a mantenir els baixos nivells de soroll i una alta maniobrabilitat dels submarins més petits, alhora que mantenia una tripulació petita i era fàcil de mantenir.
Minerve tenia una longitud total de 57,8 m, amb una mànega de 6,8 m i un calat de 5,25 m. El desplaçament era de 883 t a la superfície i 1.060 t. El submarí tenia una propulsió dièsel–elèctrica, amb dos motors dièsel SEMP Pielstick de 12 cilindres valorats en un total de 970 kW i un motor elèctric, classificat a 1.200 kW, que conduïa dos eixos d'hèlix, donant una velocitat de 13,5 kn (25,0 km/h) a la superfície i 16 kn (30 km/h) submergit. La maquinària i l'equipament de la nau eren modulars per facilitar el manteniment. El rang era de 8.300 km a 5 kn (9,3 km/h). El submarí va ser dissenyat per submergir-se a una profunditat de 300 m.
Minerve va ser equipat amb 12 tubs llançatorpedes de 550 mm, amb vuit a proa i quatre a popa. No portava torpedes de recàrrega. La nau tenia una tripulació de 45 persones, composta per sis oficials i 39 mariners.

## Història en servei
Minerve es va ordenar en virtut dels pressupostos navals francesos de 1957, va ser col·locat de quilla el maig de 1958 a la drassana de Chantiers Dubigeon a Nantes, i llançat el 31 de maig de 1961. Després d'una primera travessia al Port de Londonderry, Bergen, i Göteborg el novembre de 1962, el submarí va partir de Cherbourg a Toló, arribant el 22 de desembre de 1962. Va ser assignat al 1r Esquadró de Submarins el 10 de juny de 1964. Minerve va operar únicament al mar Mediterrani. Va ser reformat al Moll de Missiessy, Toló, el 1967.

### Pèrdua
El 27 de gener de 1968, a les 07:55 hr, Minerve viatjava just per sota de la superfície al golf del Lleó utilitzant el snorkel, aproximadament a 46 km des de la seva base de Toló, quan va avisar a una aeronau acompanyant Bréguet Atlantic que atracaria en una hora aproximadament. No obstant això, aquesta va ser l'última vegada que es va veure el vaixell i la seva tripulació de sis oficials i 46 mariners. Va desaparèixer a les aigües entre 1.000 i 2.000 m de profunditat.
El Comandant Philipe Bouillot va dir més tard que el nou capità del Minerve, el Tinent André Fauve, havia passat 7.000 hores submergides durant quatre anys en submarins de la mateixa classe i mai no va tenir cap problema. L'únic factor conegut que podria fer que s'enfonsés era el clima, que era extremadament dolent en el moment de la seva pèrdua.
La Marina Francesa va llançar una recerca del submarí desaparegut, mobilitzant nombrosos vaixells, inclòs el portaavions Clemenceau i el submergible SP-350 Denise sota la supervisió de Jacques Cousteau, però no van trobar res i l'operació va ser anul·lada el 2 de febrer de 1968.(xinès) No obstant això, la cerca del Minerve, sota el nom Operació Reminer, va continuar el 1969 i van utilitzar el submergible Archimède amb el vaixell de sondeig estatunidenc USNS Mizar.

### Descoberta
El Govern de França va començar una nova recerca del Minerve durant el mes de juliol de 2019 en aigües profundes a uns 45 km al sud de Toló. El 22 de juliol de 2019 es va anunciar el descobriment de la ubicació del naufragi per la mateixa empresa (Ocean Infinity) i el mateix vaixell (Seabed Constructor) que el 2018 va descobrir el submarí argentí ARA San Juan, que es va enfonsar a la zona de l'Atlàntic Sud al novembre de 2017.
El naufragi es va trobar a una profunditat de 2.350 m, dividit en tres grups de peces repartides entre 300 m al fons del mar. Encara que la vela del Minerve va ser destruïda, la identificació de les restes va ser possible, com les lletres "MINE" i "S" (de Minerve i S647, respectivament) encara es podien llegir al casc.
El mateix dia del seu descobriment, el Vice-Almirall de l'Esquadró Charles-Enri du Ché, responsable de la recerca, va declarar que les restes del submarí quedarien intactes i es convertiria en un santuari marítim. Es durà a terme una cerimònia al lloc on Minerve va desaparèixer amb la presència de familiars dels submarinistes, la data de la qual encara no ha estat revelada.

## Per a més informació
- {{{títol}}}.
- {{{títol}}}.
- {{{títol}}}.